# 高岡万葉テレビ中継局
高岡万葉テレビ中継局（たかおかまんようテレビちゅうけいきょく）は、かつて富山県高岡市にあった地上アナログテレビ中継局である。

## 概要
- 当テレビ中継局は、ゴースト障害対策として高岡市東海老坂字馬鞍2056番地の城山に置かれ、高岡市中心部などへ電波を発射していた[1]。
- なお、デジタルテレビ中継局については置局予定がなく[2]、当テレビ中継局は、2011年7月24日をもって廃止された。

## 中継局概要
| 放送局名               | チャンネル | 空中線電力       | ERP             | 放送対象 地域 | 放送区域 内世帯数 | 開局年月                                    |
| ---------------------- | ---------- | ---------------- | --------------- | ------------- | ----------------- | ------------------------------------------- |
| TUT チューリップテレビ | 42ch       | 映像10W/音声2.5W | 映像81W/音声20W | 富山県        | 約4万6000世帯     | 1990年10月1日 （運用開始は同年9月21日から） |
| BBT 富山テレビ         | 44ch       | 映像10W/音声2.5W | 映像81W/音声20W | 富山県        | 約4万6000世帯     | 1981年12月                                  |
| NHK 富山教育テレビ     | 46ch       | 映像10W/音声2.5W | 映像81W/音声20W | 全国          | 約4万6000世帯     | 1981年12月                                  |
| NHK 富山総合テレビ     | 48ch       | 映像10W/音声2.5W | 映像81W/音声20W | 富山県        | 約4万6000世帯     | 1981年12月                                  |
| KNB 北日本放送         | 50ch       | 映像10W/音声2.5W | 映像81W/音声20W | 富山県        | 約4万6000世帯     | 1981年12月                                  |

- 正式局名は、高岡万葉テレビ中継放送所である。
- 海抜高：234m